# Drapeau de l'Érythrée
Le drapeau de l'Érythrée est l'emblème de ce pays, sanctionné par l'article 4-1 de la Constitution érythréenne. Il a été adopté le 5 décembre 1995. 
Inspiré du drapeau du Front populaire de libération de l'Érythrée (FPLE), il est composé de trois triangles : un vert, un rouge et un bleu. Les branches d'olivier dorées proviennent du drapeau utilisé de 1952 à 1962, lors de la fédération avec l'Éthiopie. Elles ont remplacé l'étoile présente sur celui du FPLE.
Le triangle vert représente l'agriculture, l'idée d'une terre fertile. Le bleu rappelle la mer Rouge. Le rouge représente le sang versé pour l'indépendance de l'Érythrée et pour la patrie. Les branches d'olives dorées symbolisent la richesse en minerai du pays. Les formes géométriques ont une véritable signification. En effet, le triangle rouge est disposé de telle sorte que sa taille diminue de gauche à droite exprimant ainsi la volonté de ne plus devoir verser de sang dans le futur.

Avant le drapeau rectangulaire de l'Empire éthiopien, il possédait trois fanions, le rouge était alors en haut.
Emblème impérial de la dynastie salomonide éthiopienne (recto)
Emblème impérial de la dynastie salomonide éthiopienne (verso)
Drapeau du royaume d'Italie utilisé en Érythrée italienne de 1890 à 1941.
Le drapeau avec le lion de Juda (1897-1974).
Drapeau l'Érythrée de 1952 à 1962 (2:3)
Drapeau de l'Empire éthiopien de 1974 à 1975, modifiée après le renversement de Haïlé Sélassié en enlevant la couronne de la tête du lion et en changeant le fleuron de la croix par une point de lance.
Le drapeau officiel sous le Derg de 1975 à 1987, essentiellement le drapeau impérial sans le lion.
Le drapeau d'État sous le Derg de 1975 à 1987.
Le drapeau de la république démocratique populaire d'Éthiopie de 1987 à 1991 (1:2).
Drapeau de l'Érythrée de 1991 à 1995 (2:3)
Drapeau du président (1:2)
Drapeau du FPLE

## Histoire
L'Érythrée est occupée en permanence depuis le XXVe siècle av. J.-C. par différents pays, royaumes ou empires. Premièrement, le pays de Pount, au sud de l'Égypte pharaonique, suivi dès le VIIIe siècle av. J.-C. par le royaume D'mt. C'est surtout à la suite de l'établissement du royaume d'Aksoum, vers le Ier siècle av. J.-C., que l'Érythrée commence à prendre une place plus importante dans le monde, notamment autour du commerce intercontinental entre le monde romain et les mondes indien et chinois. S'ensuit une période sous le sultanat d'Ifat, brisant l'une des plus grandes puissances antiques, l'empire axoumite. Aucun de ces États n'ont utilisé de drapeau, ou du moins, aucune source n'en définit un usage.

### Les premières traces vexillologiques

Le drapeau du sultanat d'Adal.

Les premières mentions d'un drapeau représentant une partie du territoire actuel érythréen, et plus largement la partie septentrionale de la corne africaine, sont la combinaison de trois bannières blanche, rouge et blanche, avec respectivement, un dans chaque bannière, un croissant blanc, un rouge et un blanc. Cette grande bannière fut utilisée par l'imam Ahmad al-Ghazi pour combattre sous le sultanat.
L'empire éthiopien s'implante après sur la grande majorité du territoire actuel érythréen vers l'an 1540 mais quelques terres, notamment l'actuelle ville de Massaoua, vont tomber aux mains des Ottomans en 1547 avec l'invasion de Soliman le Magnifique. L'empire éthiopien et l'empire ottoman n'utilisent pas de drapeaux comme emblème ; il est à noter l'utilisation de « tugh » du côté ottoman et quelques dizaines d'années plus tard, l'utilisation de bannières et de drapeaux variés bicolores ou représentant l'épée Zulfiqar bifurquée.

### La période ottomane

Le drapeau de la Turquie, inspiré du drapeau ottoman dont l'empire était présent en Érythrée.

Le drapeau du sultanat d'Awsa.

Le drapeau de Mehmed Emin Ali Pacha, inspiré du drapeau ottoman.

Le premier drapeau officialisé pour représenter le territoire (quelques terres, comme la ville de Massaoua) fut celui de l'empire ottoman entre 1557 et 1793 (ou 1844), représenté par trois croissants de lune dorés dans un cercle vert sur fond rouge. Un nouveau drapeau voit le jour en 1844. Le drapeau, ancêtre du drapeau actuel de la Turquie, est rouge avec, au centre, un croissant de lune blanc et une étoile (à huit ou cinq branches) blanche. Le drapeau aux trois croissants aurait été utilisé jusqu'en 1793 pour laisser place au drapeau avec l'étoile à huit branches jusqu'en 1844.

Le drapeau ottoman utilisé entre 1557 et 1793 en Érythrée (entre 1517 et 1793 pour le reste de l'empire).
Le drapeau ottoman avec l'étoile à huit branches, adopté en 1844.
Le drapeau ottoman avec l'étoile à cinq branches, adopté en 1844.

Moins d'une dizaine d'années plus tard, le sultanat d'Awsa, qui occupe une partie de l'Érythrée vers 1850, adopte un drapeau prenant la forme d'un rectangle rouge.
En 1865, la province ottomane de Habesh, qui s'établissait sur une partie de l'Érythrée dont Massaoua, est rattachée à la province ottomane égyptienne mais, en 1867, la province nouvellement agrandie devient un Khédivat, accordé par un firman conférant à Ismaïl Pacha le titre de khédive. Le Khédivat, sous influence ottomane, adopte un drapeau similaire, c'est-à-dire un drapeau rouge représentant un croissant de lune blanc mais accompagné de trois étoiles à cinq branches et non plus d'une seule étoile.

### La première période éthiopienne
Avant d'adopter, en 1897, un drapeau officiel rectangulaire tricolore (vert, jaune et rouge) avec son emblème, le lion de Juda, l'empire éthiopien utilisait un drapeau composé de trois fanions rouge, jaune et vert (il n'existe aucune source permettant de dater l'adoption de ce drapeau à fanions).

Les fanions éthiopiens utilisés avant le drapeau de 1897.
Le drapeau éthiopien utilisé à partir de 1897.

### La période coloniale

#### La période italienne

Le drapeau de la marine militaire italienne utilisé pour la colonie.

En 1882, le royaume d'Italie colonise la côte septentrionale de la corne africaine, occupant la côte de l'empire éthiopien. C'est le début de la colonisation européenne en Érythrée connue avant la Seconde Guerre mondiale comme l'Érythrée italienne. La nouvelle colonie italienne adopte le drapeau du royaume des colons dans sa version de la marine militaire italienne (le drapeau est couronné, pas celui du royaume). Ce drapeau, c'est l'ancêtre de l'actuel drapeau de l'Italie, il se compose de trois bandes verticales respectivement verte, blanche et rouge avec l'emblème de la Sardaigne (une croix blanche sur fond rouge encadré de bleu) et surmonté d'une couronne ; officiellement, c'est le drapeau utilisé par la marine militaire. C'est cette dernière qui dirigeait la colonie.

#### La période anglaise
Au début de la Seconde Guerre mondiale, en 1941, l'Italie perd sa colonie au profit du Royaume-Uni ; l'Érythrée adopte alors deux drapeaux pendant la même période, de 1941 à 1952. Le premier, c'est l'Union Jack, drapeau officiel du Royaume-Uni utilisé par les anglo-égyptiens soudanais pour l'Administration militaire britannique de l'Érythrée. Le second, c'est le drapeau utilisé par le royaume d'Égypte (soit les anglo-égyptiens soudanais) ; il se compose d'un croissant de lune blanc et de trois étoiles à cinq pointes blanche en son centre.

Le drapeau du Royaume-Uni utilisé pendant l'administration britannique.
Le drapeau du royaume égyptien utilisé pendant l'administration britannique.